# 李際明 (崇禎進士)
李際明（？—？），號樵懷，广东广州府顺德县人，明末清初官员。

## 生平
崇祯六年（1633年）癸酉科广东乡试舉人，十三年（1640年）庚辰科進士，兵部观政，十四年知建德县，杜苞苴，贖鍰槩不入私橐。
忠简书院在龙津樟村，进士李际明建。碑院在樟村，李际明建，书院奉忠简公李昴英，门人蜀西吴彦所刻像于中，今李氏称碑院，丹山方茂夫重刻之，按旧志并称忠简书院。

## 引用
1. ↑  《崇禎十三年庚辰科進士三代履歷》：李际明，曾祖存仁；祖朝澍；父萬齡。樵懷，诗三房，辛亥年九月二十四日生，顺德县人，癸酉十九名，会试二百二十五名，三甲八十八名。兵部观政。
2. ↑  《建德县志》
3. ↑  《顺德县志》